# Imre Esterházy de Galántha

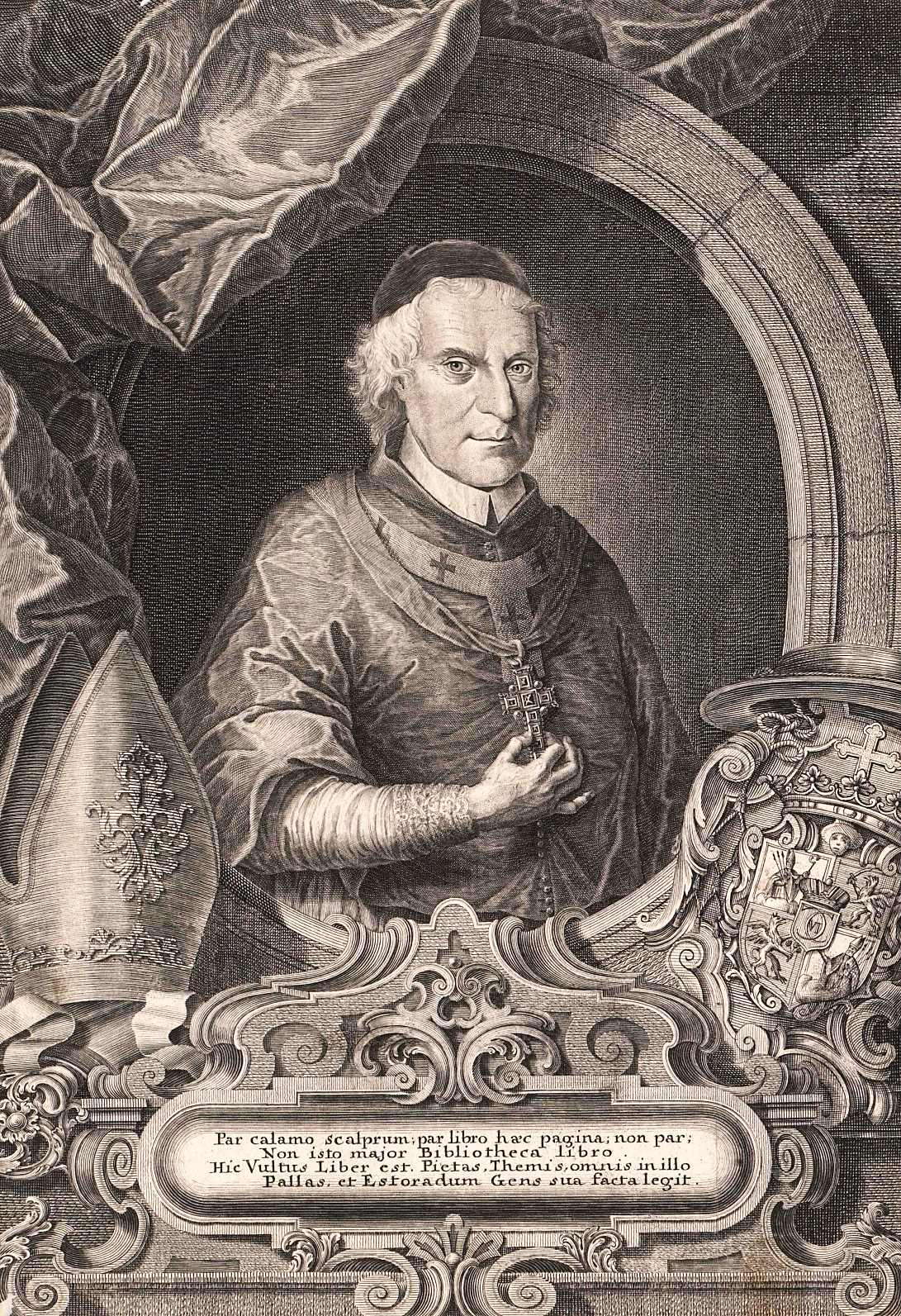
Erzbischof Imre Esterházy de Galántha (Porträt 17. Jh.)

Wappen der Fürsten Esterházy

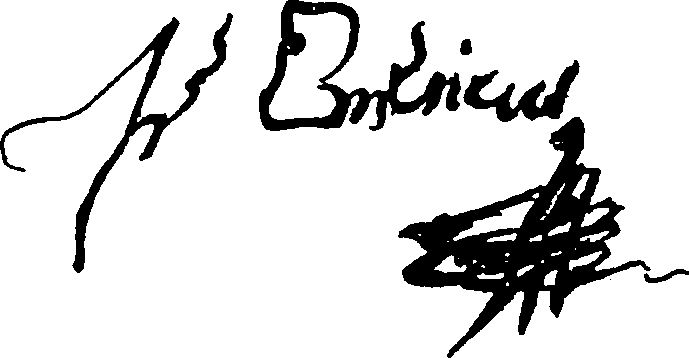
Signatur

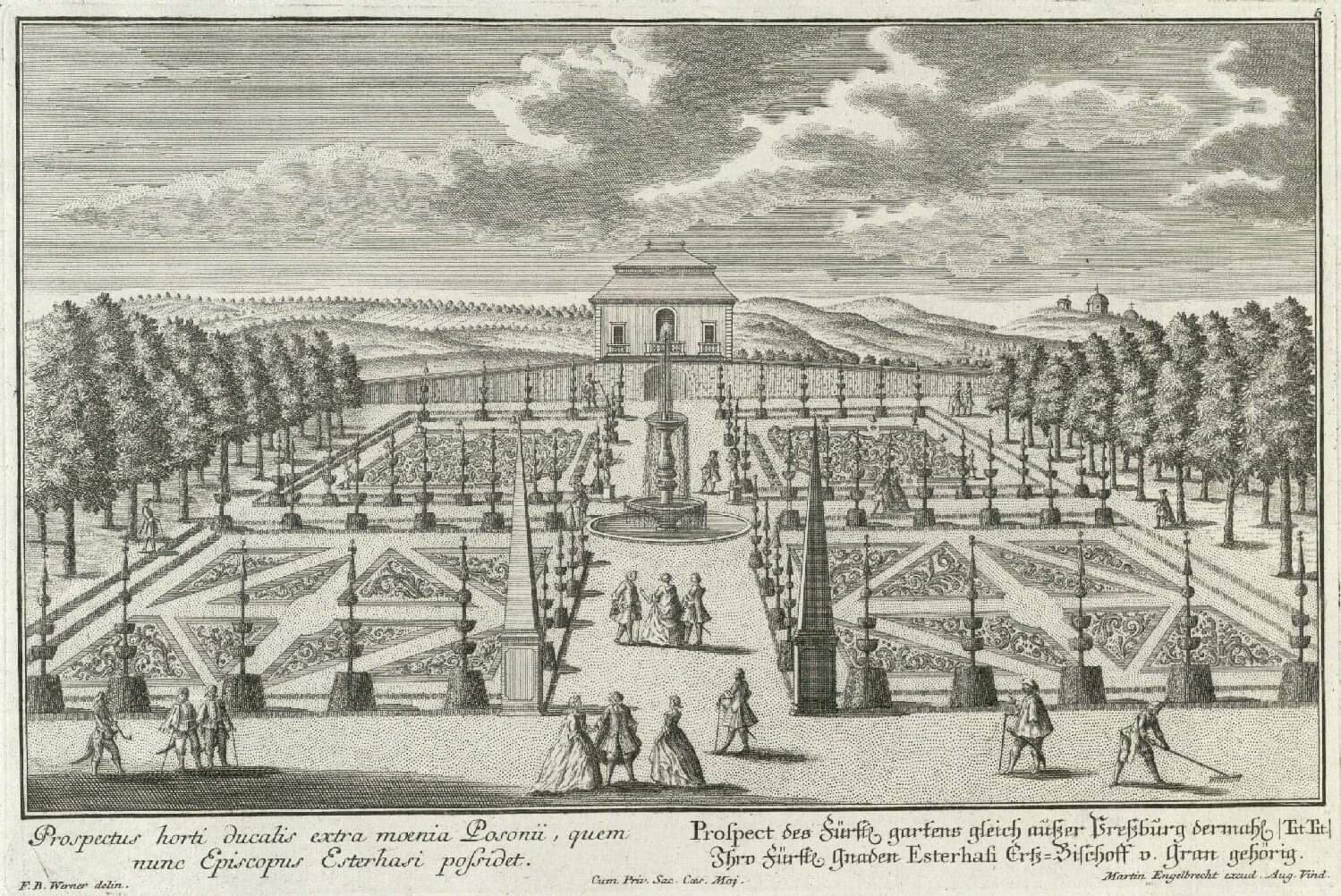
Garten des ehemaligen Erzbischöflichen Sommerpalais in Preßburg in der ersten Hälfte des 18. Jahrhunderts. Rechts im Hintergrund sind die Kapellen des Preßburger Kalvarienberges zu sehen. Der Garten wurde von Erzbischof Georg Lippay als "Preßburger Garten" (Posoni kert) angelegt und gehörte zu den schönsten Ziergärten im ehemaligen Königreich Ungarn.

Imre (Emmerich) II. Esterházy de Galántha (* um 1663; † 6. Dezember 1745 in Pressburg) war von 1725 bis 1745 Metropolit, Erzbischof von Esztergom (deutsch Gran) und Fürstprimas von Ungarn.

## Leben

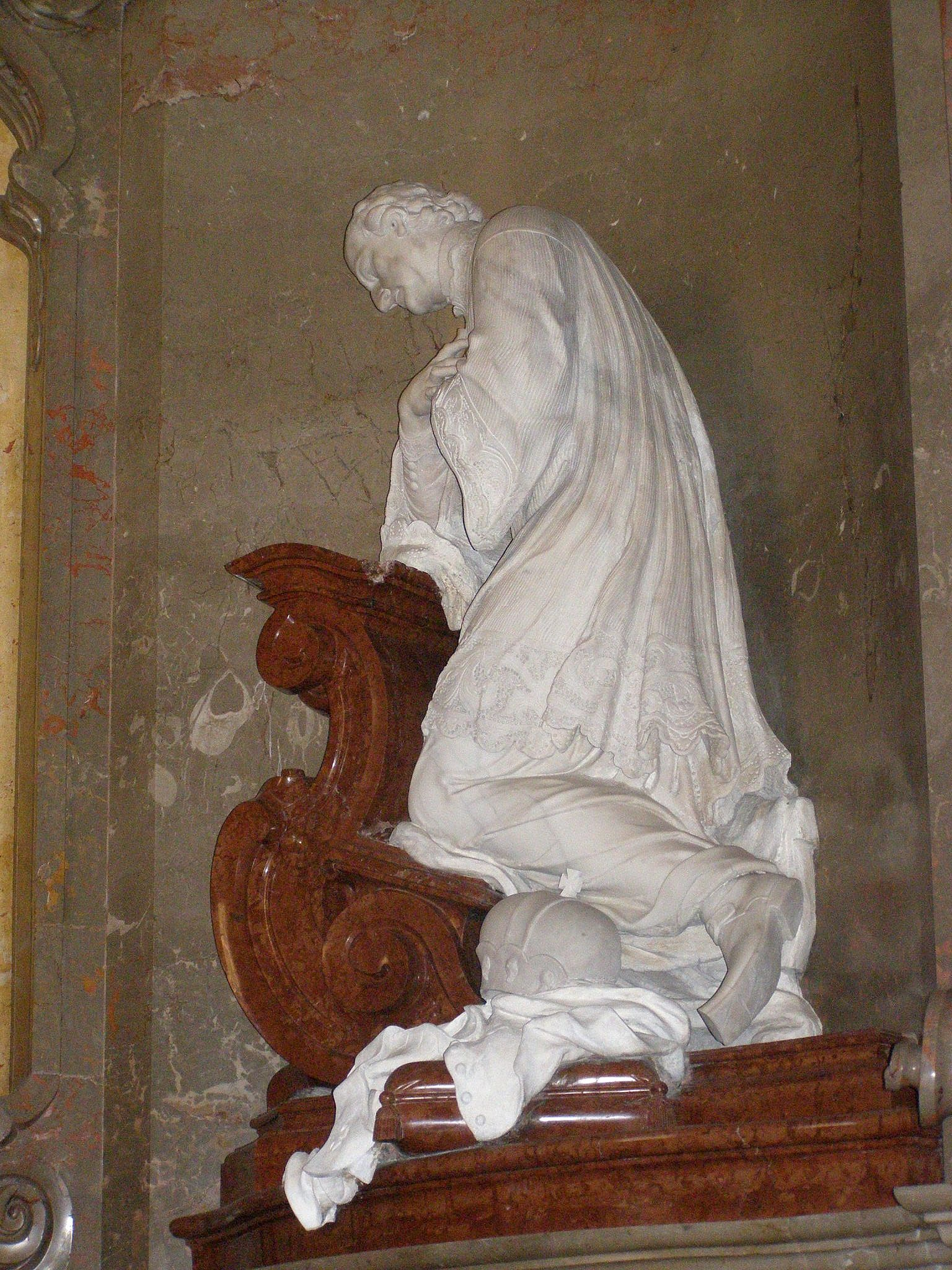
Statue des betenden Emmerich Esterhazy von Georg Raphael Donner in der Elemosynarius-Kapelle in St. Martinsdom zu Preßburg

Imre (Emmerich) Esterházy entstammte dem ungarischen Uradel aus dem Geschlecht der „Salamon“, deren urkundliche Gründung in einer Urkunde des Erzbischöflichen Archiv von Esztergom erscheint. Zunächst studierte der junge Imre in Rom und trat dort bereits als ein begabter Prediger, der in der päpstlichen Kapelle predigen durfte, auf, später trat er dem Orden der Paulaner (OM) bei, deren Ordensgeneral er später werden sollte.
Esterházy war ein außerordentlich bescheidener und gottesfürchtiger Mann. Er war ein enger Vertrauter von Kaiser Karl VI. sowie von Maria Theresia. Seine zahlreichen hochrangigen Titel benutzte er nie. Seine Korrespondenz unterzeichnete er bescheiden mit „Frater Emericus“.
In seiner Heimat hielt er theologische und philosophische Vorträge und erhielt eine erzbischöfliche Förderung, die auf den monarchischen Verbindungen seiner Familie mit Wien beruhten. Seine bischöfliche Laufbahn begann mit der Bischofswürde im Bistum Vác, von dort aus wechselte er 1709 nach Zagreb. In Zagreb verteidigte er die von Kaiser Karl VI. festgelegte Pragmatische Sanktion, die zur Erhebung seiner Tochter Maria Theresia als Erbfolgerin für den kaiserlichen Thron von großer Bedeutung war.
In dieser Zeit verabschiedete zunächst der kroatische, dann der ungarische Landtag das Gesetz über die weibliche Thronfolge des Hauses Habsburg. Die Nachfolgeregelung wurde am 11. März 1712 vom kroatischen Parlament (Sabor) beschlossen und somit wurde das Erbrecht der weiblichen Linie der Habsburger innerhalb des kroatischen Staatsgebietes anerkannt.
Außerdem wurden weitere wichtige Reformen durchgeführt, wie die Errichtung des Ungarischen Königlichen Statthaltereirates (consilium regium locumtenentiale Hungaricum) und der Distriktualtafeln (tabulae districtuales), die die Modernisierung der Verwaltung und der Rechtsprechung des Königreichs Ungarn einleiteten. Esterházy spielte sowohl bei der Vorbereitung, als auch bei der Durchführung dieser Reformen eine entscheidende Rolle. Er wurde damit zu einer der bedeutendsten Persönlichkeiten der ständischen Politik in den ersten Jahrzehnten des 18. Jahrhunderts.

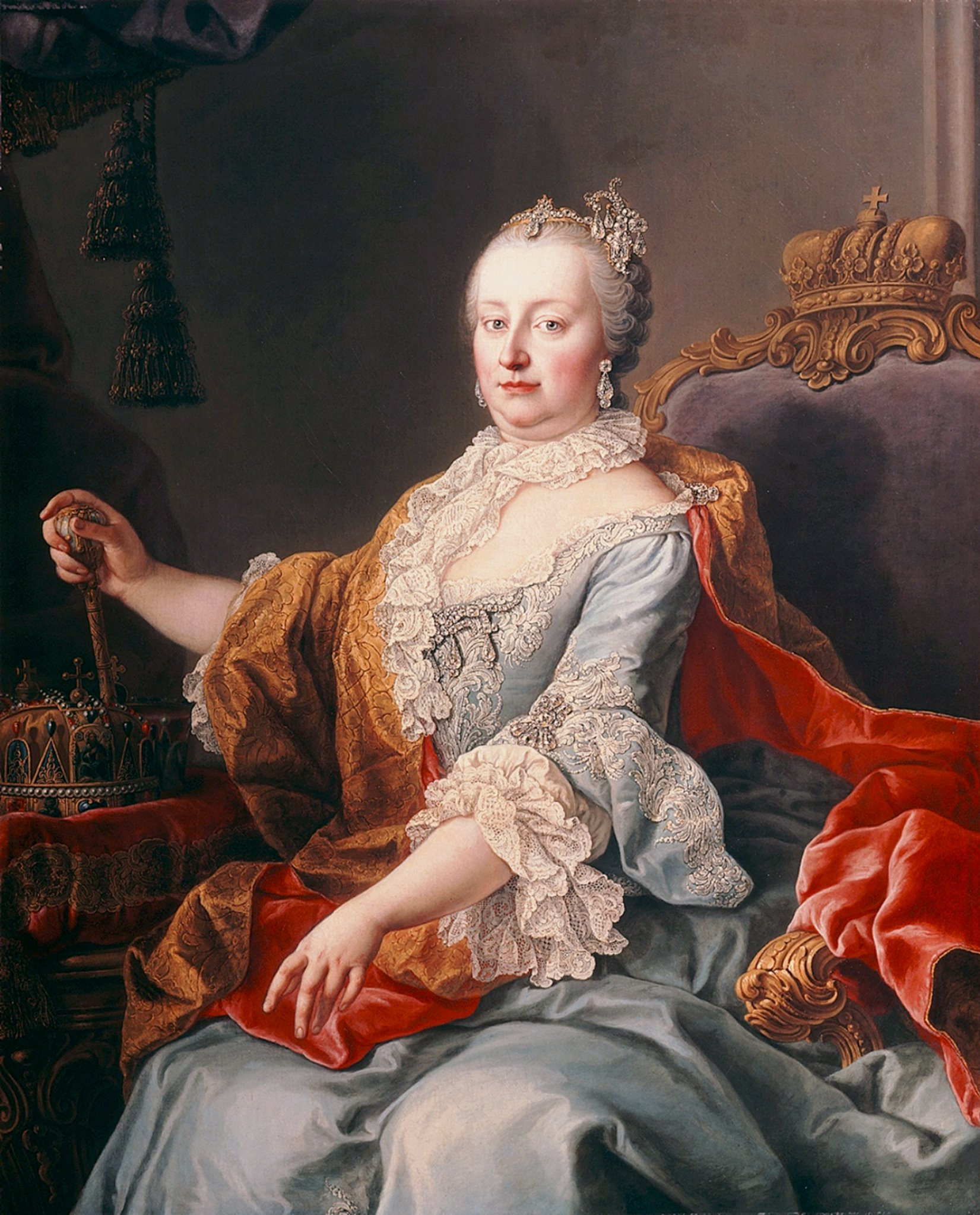
Maria Theresia mit den Insignien der Apostolischen Königin von Ungarn

1715 hatte Imre Esterházy das Grafendiplom erhalten und bekleidete ab 1723 das Amt des Bischofs von Veszprém, dieser Bischofsstuhl galt als das „Sprungbrett“ zu höheren Weihen. Ihm wurde gleichfalls der Ehrentitel eines Geheimrates verliehen und der amtierende Primas von Ungarn Christian August von Sachsen-Zeitz ernannte ihn zum „Coadjutor cum jure successionis“. Somit wurde er 1725 zu dessen Nachfolger berufen und erhielt neben den erzbischöflichen Würden und der Erhebung zum Primas von Ungarn auch noch die Reichsfürstenwürde. Deshalb führte bereits im Jahre 1715 Kaiser Karl VI. für die Erzbischöfe von Gran den Titel Fürstprimas von Ungarn („Princeps Primas Hungariae“) ein. Esterházy war der zweite Träger dieses Titels.
Nachdem 1543 Gran von den Türken besetzt wurde und unter die Oberhoheit des Osmanischen Reiches geriet wurde der Sitz des Erzbistums nach Tyrnau verlegt. Die Erzbischöfe hatten jedoch ihre Residenzen im nahegelegenen Preßburg, das in jener Zeit auch gleichzeitig die Hauptstadt Ungarns war. Auch Emmerich Esterházy hatte in jener Zeit seinen Hauptsitze im (alten) Preßburger Primatialpalais sowie Erzbischöflichen Sommerpalais. Der Sitz des Erzbistums wurde erst 1820 wieder nach Gran rückverlegt.
Am 25. Juni 1741 wurde Maria Theresia in St. Marinsdom zu Preßburg zur Apostolischen Königin von Ungarn gekrönt. Die St. Stephanskrone wurde ihr von den damals bereits hoch betagten „guten Frater Emericus“ (wie Esterházy von der Königin liebevoll genannt wurde) aufs Haupt gesetzt.
Esterházy starb am 6. Dezember 1745 in Preßburg (ab 1919 Bratislava) und wurde in St. Martinsdom unter der Kapelle des Johannes des Almosengebers (auch Johannes Elemosynarius genannt), die er nach den Plänen seines berühmten Hofbildhauers Georg Raphael Donner an die Kirche hatte anbauen lassen, beigesetzt. Am Fußboden der Kapelle steht folgende lateinische Grabinschrift:
SUB HOC ADMIRANDAE COMMISERATIONIS PRODIGIO DIVO IOHANNE ALEXANDRINO EGO IN TE DEUS MEUS MISERICORDIA MEA ASSISTENTE MIHI DULCI MISERICORDIAE MATRE DORMIAM ET REGUIESCAM FRATER EMERICUS
(Hier unter dem Zeichen der wundersamen Barmherzigkeit des Johannes von Alexandrien , sei in dir mein Gott, meine Erbarmung, und in Vertrauen auf die Fürbitte unserer Gottesmutter schlafe und ruhe ich Bruder Emericus)
Ein weißes Marmorrelief Donners schmückt seinen Grabstein.

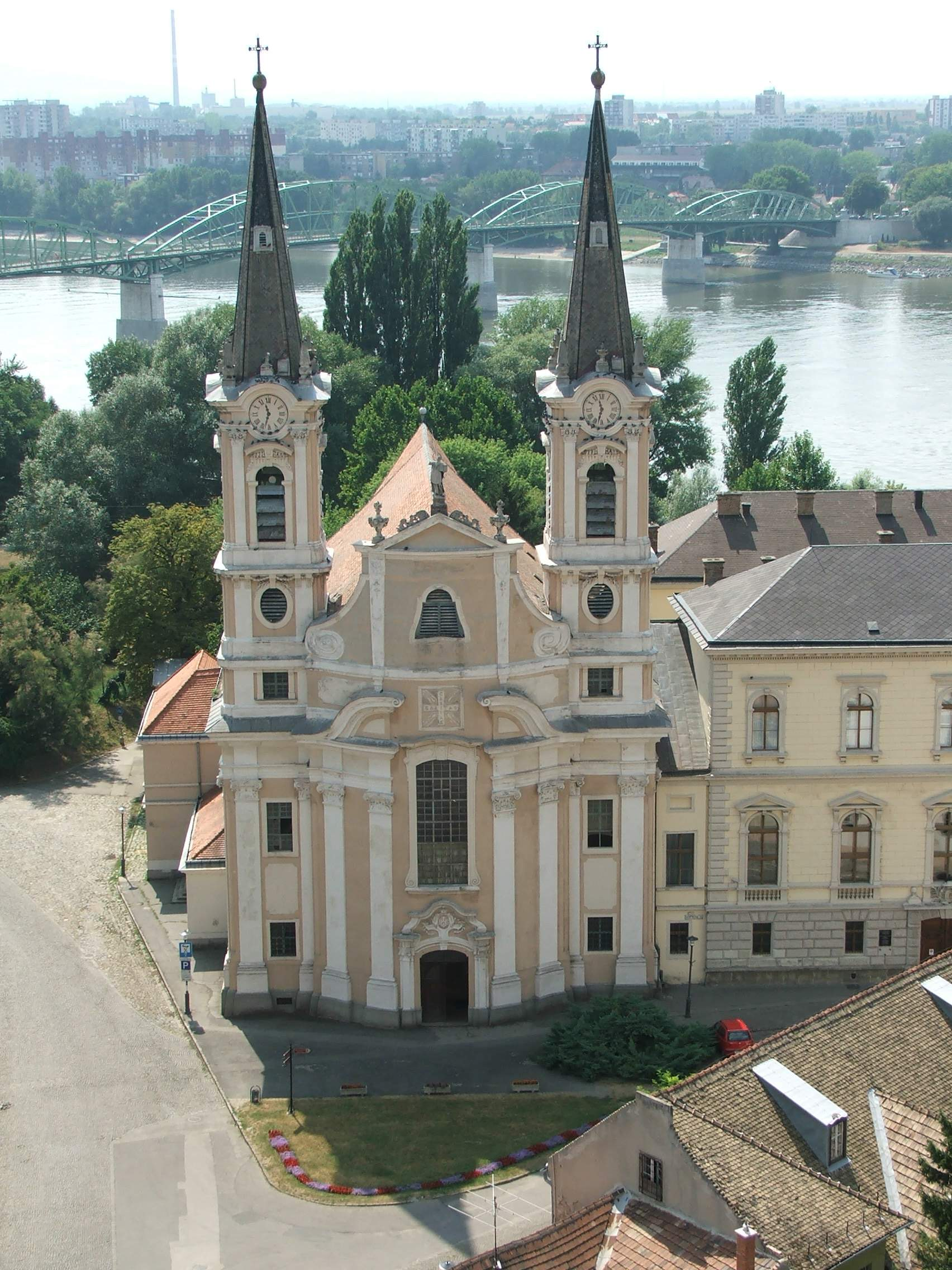
Barockkirche in Esztergom

## Kunstmäzen
Der Primas von Ungarn gab über 2 Millionen Gulden für kirchliche und kulturelle Zwecke aus und war zweifellos der bedeutendste Kirchenfürst der Familie Esterházy. So wurde zum Beispiel die barocke Kirche in Esztergom mit seiner finanziellen Hilfe erbaut. Georg Raphael Donner ein österreichischer Bildhauer wurde 1729 von ihm nach Pressburg berufen, dort errichtete er ihm ein eigenes Gusshaus. In den folgenden Jahren goss Donner hier einige bedeutende Denkmäler in Pressburg, Budapest und Wien. Der Einfluss des Erzbischofs auf viele hier wirkende Künstler war ungeheuer stark, und heute noch zeugen die Skulptur der heiligen Martin und die Kapelle Johannes des Almosengebers im Dom sowie einige Statuetten von seiner großen Kunst. Über den Eingang zur Kapelle befindet sich folgende Inschrift:
NULLI SANCTORUM, SED IPSI DEO SANCTORUM, QUAMUIS IN MEMORIAM SANCTORUM CONSTITUIMUS ALTARIA. ("Nicht den Heiligen, sondern dem Gott der Heiligen jedoch nur in Gedenken an die Heiligen wurde dieser Altar errichtet.")
1735 holte er Donato Felice d’Allio nach Pressburg, um die sich senkenden Mauern der Kapuzinergruft zu untersuchen, bis 1737 erfolgte der Umbau der Kirche. D’Allio war für diverse Adelige als Baumeister und Architekt beschäftigt, außerhalb von Wien war dieser Baumeister als Fortifikations-Ingenieur in Slavonski Brod (1726/7) und in Belgrad (1728) tätig.

## Kirchen und Gemeinden
Im Jahre 1683 wurde auch der erzbischöfliche Sitz Gran (Esztergom) endgültig von der osmanischen Herrschaft befreit, aber das Domkapitel blieb bis zum Anfang des 19. Jahrhunderts weiterhin in Tyrnau, und die Primaten wohnten zunächst in ihrem Pressburger Palais. Mehrere von ihnen trugen maßgeblich zu der Entwicklung von Pressburg bei, zu diesen gehörte auch Emmerich Esterházy, er ließ mehrere Kirchen aufbauen.
Im Jahre 1742 erhielt das Dorf Pilisvörösvár in der Nähe von Budapest einen neuen Grundherrn in der Person von Johann Emmerich Graf Esterházy, dem Erzbischof von Gran. Von ihm erwarb Johann Tersztyánszky von Nádas die damals schon überwiegend von Deutschen bewohnte Siedlung.